# Socjalistyczny Związek Młodzieży Wojskowej
Socjalistyczny Związek Młodzieży Wojskowej (SZMW) – polska lewicowa organizacja młodzieżowa działająca w strukturach Sił Zbrojnych PRL, w latach 1973–1976.
Na podstawie rozkazu Nr 43/MON Ministra Obrony Narodowej z dnia 30 lipca 1958 roku w Wojsku Polskim zostały powołane Koła Młodzieży Wojskowej. Zastąpiły one istniejące wcześniej koła Związku Młodzieży Polskiej w jednostkach wojskowych.

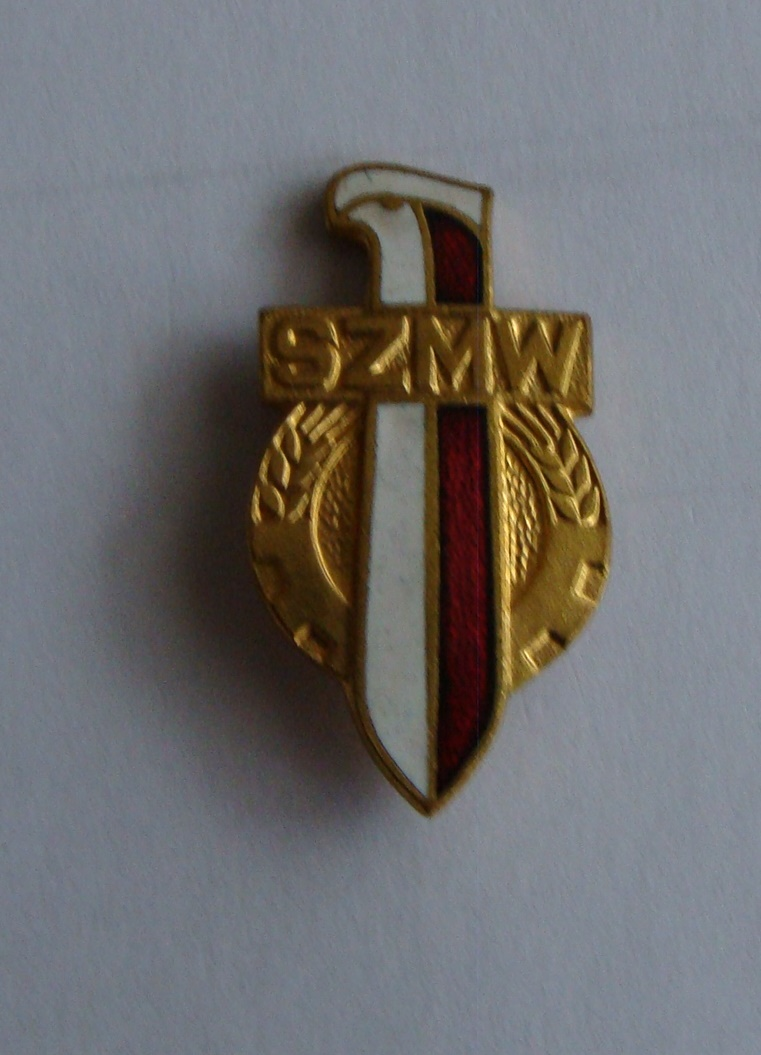
Złota odznaka SZMW. Honorowa

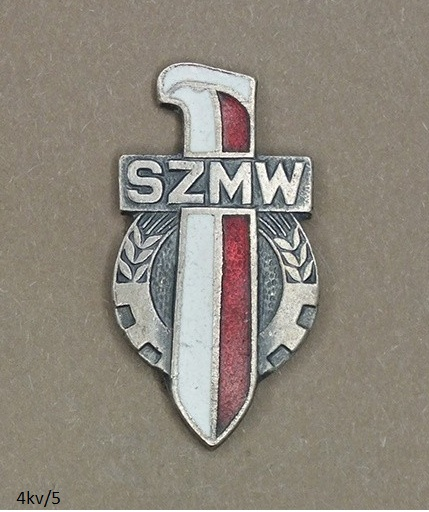
Odznaka SZMW

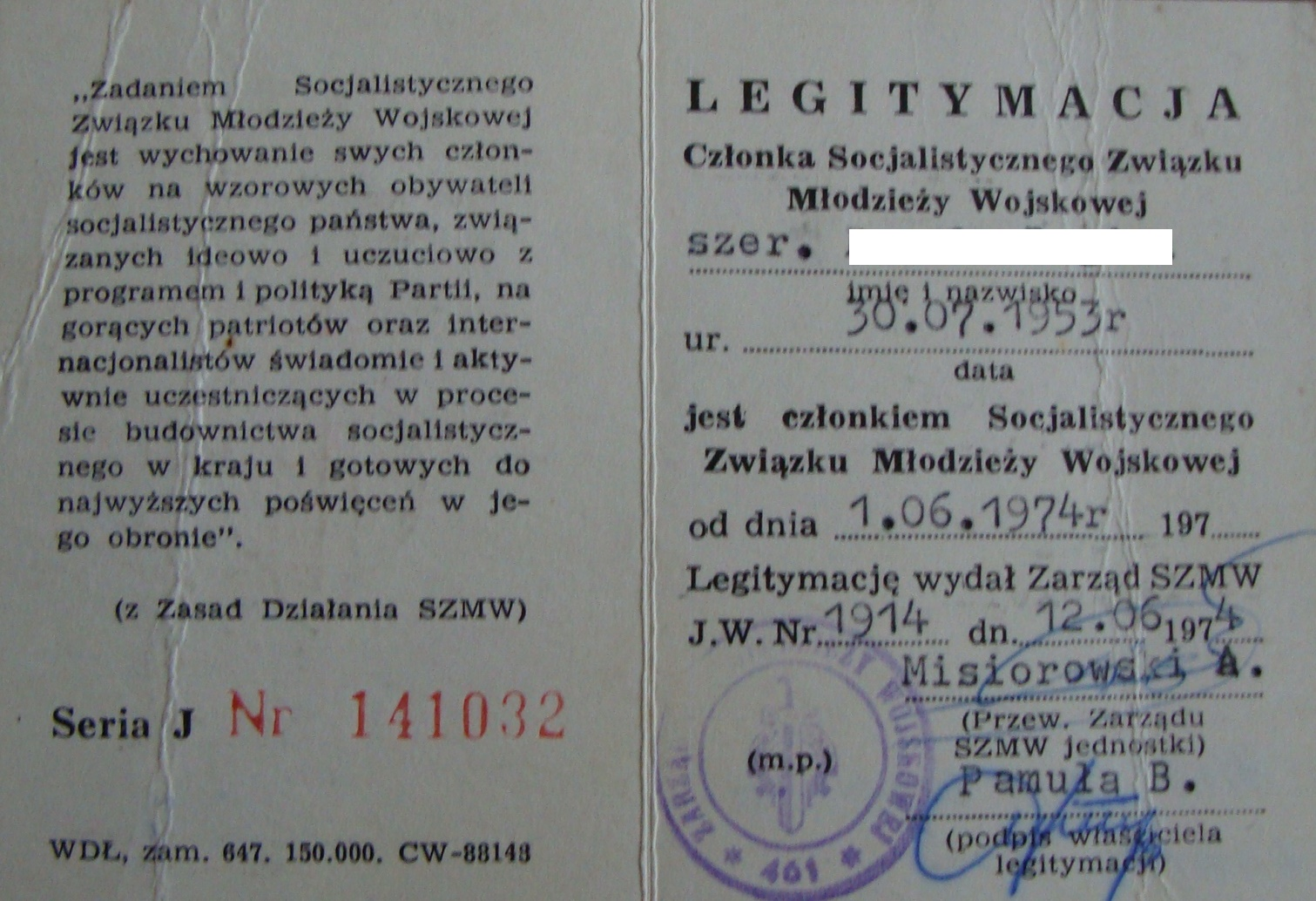
Legitymacja SZMW

W dniu 5 marca 1973 roku na naradzie aktywu Kół Młodzieży Wojskowej została przyjęta rezolucja w sprawie powołania Socjalistycznego Związku Młodzieży Wojskowej i włączenia go w skład Federacji Socjalistycznych Związków Młodzieży Polskiej. Rezolucja była wykonaniem zaleceń VII Plenum Komitetu Centralnego Polskiej Zjednoczonej Partii Robotniczej w sprawach młodzieży, w tym dotyczących „doskonalenia modelu organizacyjnego ruchu młodzieżowego”.
W dniu 11 czerwca 1974 roku Minister Obrony Narodowej wydał zarządzenie Nr 26/MON w sprawie Deklaracji ideowo-programowej oraz Zasad działania Socjalistycznego Związku Młodzieży Wojskowej. Generał armii Wojciech Jaruzelski określił, że „Socjalistyczny Związek Młodzieży Wojskowej kieruje się w swej działalności Deklaracją ideowo-programową SZMW i Zasadami działania SZMW stanowiącymi załączniki do niniejszego zarządzenia”. 
Członkami SZMW byli żołnierze służby zasadniczej i młodszej kadry oficerskiej.
W 1976 roku Socjalistyczny Związek Młodzieży Wojskowej został scalony z innymi organizacjami młodzieży socjalistycznej wchodzącymi w skład Federacji Socjalistycznych Związków Młodzieży Polskiej w Związek Socjalistycznej Młodzieży Polskiej i przestał istnieć jako struktura samodzielna.
Żołnierze nosili znaczek organizacyjny tylko na mundurze wyjściowym. W wojskach lądowych, lotniczych i obrony powietrznej kraju nosili znaczek organizacji na klapie prawej górnej kieszeni kurtki mundurowej, na bluzach marynarskich 1 cm nad odznaką np. „Wzorowego Marynarza” lub „Wzorowego Kierowcy”, czy też odznaką absolwenta szkoły (kursu) (zobacz „zasady noszenia oznak wojskowych na umundurowaniu galowym”).